# Confédération fantie
La Confédération fantie, ou des Fantis, fait référence soit à l'alliance des États fantis existant au moins depuis le XVIe siècle, soit à la Confédération moderne formée en 1868. La Confédération est considérée comme l'un des premiers et des plus importants mouvements d'autonomie au Ghana et dans l'ensemble de l'Afrique. Sa mission est de secouer le colonialisme et d'établir un État démocratique libre moderne.
Tous les sous-États Fanti, y compris Abura, Goamoa, Oguaa, Edina, Ekumfi, Asebu, Edith et bien d'autres ont rejoint cette Union.
Les Fanti ont établi des liens commerciaux maritimes à longue distance avec le royaume de Kongo autour de la région Congo-Angola. Cela a été accompli avec des pirogues propulsées par des voiles de feuilles de palmier tressées. 
Au début du XIXe siècle, les Ashanti avaient consolidé de grandes parties de la région centrale sous leur domination et avaient commencé à planifier une invasion à grande échelle de la Confédération Fanti. En 1806, la guerre Ashanti-Fante a commencé. Les Britanniques ont largement limité leur rôle dans le conflit à la fourniture de matériel et de fournitures militaires aux Fanti, poursuivant une tradition vieille de plusieurs décennies.